# Mistrzostwa Europy w Saneczkarstwie 1973
20. Mistrzostwa Europy w saneczkarstwie 1973 odbyły się w zachodnioniemieckim Schönau am Königssee. W tym mieście mistrzostwa odbyły się już trzeci raz (wcześniej w 1967 oraz 1972). Rozegrane zostały trzy konkurencje: jedynki kobiet, jedynki mężczyzn oraz dwójki mężczyzn. W tabeli medalowej bezkonkurencyjne było NRD.

## Wyniki

### Jedynki kobiet
| Medal | Zawodniczka        | Narodowość | Czas | Strata |
| ----- | ------------------ | ---------- | ---- | ------ |
|       | Margit Schumann    | NRD        |      |        |
|       | Ute Rührold        | NRD        |      |        |
|       | Eva-Maria Wernicke | NRD        |      |        |

### Jedynki mężczyzn
| Medal | Zawodnik       | Narodowość | Czas | Strata |
| ----- | -------------- | ---------- | ---- | ------ |
|       | Hans Rinn      | NRD        |      |        |
|       | Josef Fendt    | RFN        |      |        |
|       | Manfred Schmid | Austria    |      |        |

### Dwójki mężczyzn
| Medal | Zawodnicy                       | Narodowość | Czas | Strata |
| ----- | ------------------------------- | ---------- | ---- | ------ |
|       | Hans Rinn/Norbert Hahn          | NRD        |      |        |
|       | Bernd Hahn/Ulrich Hahn          | NRD        |      |        |
|       | Hans Brandner/Balthasar Schwarm | RFN        |      |        |

## Klasyfikacja medalowa
| Miejsce | Państwo |   |   |   | Razem |
| ------- | ------- | - | - | - | ----- |
| 1.      | NRD     | 3 | 2 | 1 | 6     |
| 2.      | RFN     | 0 | 1 | 1 | 2     |
| 3.      | Austria | 0 | 0 | 1 | 1     |